# 广和楼
广和楼，原址位于北京市东城区前门外肉市街46号，是一座历史悠久的剧场。

## 简介
广和楼原名查楼、查家楼，建于明朝末年，位于前门大街肉市街路东。清朝吴长元《宸垣识略》（1788年初刊本）卷九说：“查楼在肉市，明巨室查氏所建戏楼，本朝为广和戏园。入口有小木坊，旧书‘查楼’二字。乾隆庚子毁于火，今重建，书‘广和查楼’。”清朝戴璐《藤阴杂记》（1796年成书）说：“《亚谷丛书》云，京师戏馆，惟太平园、四宜园最久，其次则查家楼、月明楼，此康熙末年酒园也。查楼木榜尚存，改名广和。”清朝杨掌生《梦华琐簿》（1842年）说：“余道光壬辰（1832年）北来卸装，所见惟查楼尚存，即今前门外肉市广和楼也，对门有小巷通大街，尚榜日查楼口，或讹呼茶楼矣。”
查楼（广和楼）斜对着东西走向并通往前门大街（原称正阳门大街）的小三条。小三条西口有一木制牌楼，上面曾题有“查楼”、“广和茶楼”等匾额。中华民国时期，这座小木牌楼是在一丈多高的木柱上搭造，牌楼上端用铁片缕刻有聚宝盆装饰花纹，上写“广和楼”三字。中华人民共和国时期，小牌楼多次改制，1980年代末已被完全拆除。2000年代的前门大街改造中，该牌楼复建，为铁制，上题“广和楼”三字。
查楼原是明朝末查氏家族的别墅，戏台在查家别墅内。查氏家族并非盐商，而是世代为官。明朝时候的戏园内也卖酒菜，所以戏园也称酒楼；到清朝戏园不再卖酒，仅卖茶点，所以戏园也称茶楼。民间传说康熙帝曾到此看戏，并赐台联：“日月灯，江海油，风雷鼓板，天地间一番戏场；尧舜旦，文武末，莽操丑净，古今来许多角色。”康熙二十八年（1689年），洪昇创作的《长生殿》初成，赵执信改定并邀请北京名流在查楼观剧，这是一次堂会演出，恰逢佟皇后丧期，所以演出犯禁，观剧者受革职和革去国学生籍的处分。
清朝雍正五年（1727年），因查氏家族的查嗣庭卷入文字狱案（查嗣庭的哥哥查嗣琏与查嗣瑮也遭牵累），查楼被朝廷没收，归内务府掌管，并且对民间出租。此后数易其手，都是采用合股的方式。更名“广和楼”应当是在此之后。据说乾隆年间还一度短暂得名为“金陵楼”。光绪年间，广和楼连遭两次火灾，后来北京“白薯王”王静斋（王杰）重修该楼，定名为“广和楼戏园”，后传给其子王善堂。同治光绪年间，戏台柱有一副据说是陆润庠所题的对联：“学君臣，学父子，学夫妇，学朋友，汇千古忠孝节义，重重演出，漫道逢场作戏；或富贵，或贫贱，或喜怒，或哀乐，将一时离合悲欢，细细看来，管教拍案惊奇。”
日本人冈田玉山《唐土名胜图会》（成书于清朝嘉庆七年）中载有《查楼》图，曾被视为查楼惟一形象史料，被收录在《中国大百科全书·戏曲卷》。但后来有中国戏曲界专家质疑该图真实性，怀疑此图是日本人由《宸垣识略》杜撰而成。
清朝光绪三十二年（1906年）起，京剧“喜连成”科班在广和楼唱戏，约1909年离开。中华民国成立后，民国二年（1913年）广和楼与“富连成社”（原“喜连成”更名）签订了长期合同，双方又合作了约20年。京剧演员梅兰芳、马连良、谭富英、雷喜福等都曾在此演出。梅兰芳9岁师从吴菱仙，光绪三十年（1904年）七月初七，11岁的梅兰芳在广和楼初次登台。当天，斌庆班在广和楼贴演《天河配》，梅兰芳在戏中串演昆曲《长生殿·鹊桥密誓》中的织女。
“富连成”科班演员均为男性，广和楼也一直不卖女座。民国八年（1919年）加演夜戏时，楼上一律卖女座，楼下一律卖男座；但日场仍不卖女座。票价每人16枚铜钱（1919年北京1银圆兑换130枚铜钱）民国二十年（1930年）（一说到民国二十一年即1931年）呈请北平市社会局批准后，广和楼才开始男女合座。民国二十三年（1934年）后，广和楼改为听戏买戏票，并将长条板凳座位改为带靠背横排座椅。中华民国时期，该楼曾有一副对联：“广厦一间尽罗名士，和平万岁同享自由。”
1937年七七事变后，日军占领北平。王氏后人不善经营，且广和楼建筑设备陈旧，最终停业。王氏后人以90万元伪币的价格将广和楼出让给日本翻译李文轩。1945年日本投降后，李文轩将广和楼拆除准备重建。后因财力不足，李文轩又被国民政府逮捕入狱，广和楼的地皮被交给银行作为抵押，直到1949年北平和平解放时，广和楼仍是一片废墟。
中华人民共和国成立后，中国人民银行出资重建广和楼为银行内部礼堂。后根据上级指示，移交北京市文化局。1954年更名为广和剧场，经重新修整后，于1955年中华人民共和国国庆节投入使用。1950年代至1960年代，广和剧场归北京京剧团使用。北京京剧团的正副团长是“五大头牌”马连良、谭富英、张君秋、裘盛戎、赵燕侠，这十多年是广和剧场的黄金时代。文革爆发后，广和剧场一度停止使用。文革期间，曾更名为“工农兵影剧场”，后复名广和剧场。1970年代末划归北京市河北梆子剧团。1980年代中期以后，因戏曲演出市场不景气，转型为综合性文体活动场所，从事过电影、录像、电子游艺等业务。2000年广和剧场被宣布为危房而停业。2007年北京市文化局宣布广和剧场将迁址重建。不久广和剧场原建筑遭到拆除。
2015年，北京市文化委员会主任工作会议召开，会上宣布北京市2015年计划重建和恢复广和剧场、中和戏院、吉祥戏院。